# ثيو ألين
ثيو ألين (بالإنجليزية: Theo Allen) هو منافس ألعاب قوى نيوزلندي، ولد في 22 فبراير 1914 في دنيدن في نيوزيلندا، وتوفي في 16 نوفمبر 2003 في برث في أستراليا.